# Benjamin Flanagan
Benjamin „Ben“ Flanagan (* 11. Januar 1995 in Kitchener) ist ein kanadischer Leichtathlet, der im Mittel- und Langstreckenlauf an den Start geht.

## Sportliche Laufbahn
Erste Erfahrungen bei internationalen Meisterschaften sammelte Benjamin Flanagan im Jahr 2011, als er bei den Jugendweltmeisterschaften nahe Lille mit 3:55,95 min in der ersten Runde im 1500-Meter-Lauf ausschied. Bei den Crosslauf-Weltmeisterschaften 2013 in Bydgoszcz gelangte er nach 23:21 min auf Rang 34 im U20-Rennen und begann 2014 ein Studium an der University of Michigan in den Vereinigten Staaten. 2018 wurde er NCAA-Collegemeister im 10.000-Meter-Lauf und beendete im selben Jahr sein Studium in Michigan. 2022 siegte er in 13:35,30 min beim USATF Distance Classic im 5000-Meter-Lauf und im Jahr darauf schied er über diese Distanz bei den Weltmeisterschaften in Budapest mit 13:38,69 min im Vorlauf aus. Anschließend wurde er bei den Straßenlauf-Weltmeisterschaften in Riga nach 13:34 min Zwölfter über 5 km. 2024 verpasste er bei den Olympischen Sommerspielen in Paris mit 13:59,23 min den Finaleinzug über 5000 Meter.
2023 wurde Flanagan kanadischer Meister im 5000-Meter-Lauf sowie 2021 und 2022 im 10-km-Straßenlauf.

## Persönliche Bestzeiten
- 1500 Meter: 3:39,38 min, 9. Juni 2024 in New York City
- 1 Meile: 3:57,75 min, 5. September 2018 in Bay Shore
  - 1 Meile (Halle): 4:10,86 min, 10. Februar 2023 in Chicago
- 3000 Meter: 7:52,84 min, 16. Juni 2022 in Victoria
  - 3000 Meter (Halle): 7:40,19 min, 4. Februar 2024 in Boston
- 5000 Meter: 13:13,97 min, 6. Mai 2023 in Walnut
  - 5000 Meter (Halle): 13:04,62 min, 26. Januar 2024 in Boston
- 10.000 Meter: 27:20,93 min, 16. März 2024 in San Juan Capistrano
- 5-km-Straßenlauf: 13:26 min, 15. April 2023 in Boston (kanadischer Rekord)
- 10-km-Straßenlauf: 28:09 min, 25. Mai 2024 in Ottawa (kanadischer Rekord)